# قلیچلی (لاچین)
قلیچلی (به ترکی آذربایجانی: Qılınclı یا Qılıçlı) یک منطقه مسکونی در جمهوری آرتساخ است که در استان کاشاتاق واقع شده است.